# Bahauddin Churszyłow
Bahauddin Churszyłow, ros. Багаутдин Хуршилов (ur. 28 maja 1891 we wsi Sogratl w Dagestanie, zm. na początku lat 60. w Londynie) – rosyjski wojskowy (pułkownik) pochodzenia awarskiego, północnokaukaski działacz emigracyjny, pułkownik dyplomowany kontraktowy kawalerii Wojska Polskiego, oficer sztabu II Korpusu Polskiego podczas II wojny światowej

## Życiorys
Urodził się 28 maja 1891 roku we wsi Sogratl w Dagestanie.
Był starszym bratem Magomeda (1905–1958), pisarza i dramaturga. 
12 lipca 1914 roku ukończył szkołę kawaleryjską w Jelizawetgradzie, został mianowany kornetem ze starszeństwem z 6 sierpnia 1913 i wcielony do 16 twerskiego pułku dragonów. W szeregach tego oddziału walczył podczas I wojny światowej, awansując do sztabsrotmistrza. W 1918 roku wstąpił do wojsk Białych, walczących na Północnym Kaukazie z bolszewikami. Awansował do stopnia pułkownika.
26 wrześniu 1920 roku objął dowództwo dywizjonu muzułmańskiego, który 1 listopada został przemianowany na dywizjon partyzancki rotmistrza Churszyłowa, a 10 grudnia tego roku na I dywizjon 3 pułku strzelców konnych. 6 lipca 1921 roku zdał dowództwo rotmistrzowi Tadeuszowi Dackiewiczowi.
W połowie listopada 1920 roku wraz z oddziałami Białych został ewakuowany z Krymu do Gallipoli. Do 1923 roku przebywał w Stambule. Następnie do 1924 roku uczył się na wyższych kursach wojskowych w Paryżu. W 1928 roku zamieszkał w Warszawie. Pełnił funkcję przedstawiciela wojskowego Ludowej Partii Górali Kaukaskich, prowadząc siatkę szpiegowską na sowieckim Kaukazie i Środkowym Wschodzie. Wszedł w skład Komitetu Centralnego Partii. Wstąpił do Wojska Polskiego jako oficer kontraktowy, otrzymując stopień rotmistrza.
W latach 1930–1932 był hospitantem w Wyższej Szkole Wojennej w Warszawie. Po zakończeniu nauki otrzymał opinię „bardzo dobry” i w stopniu podpułkownika został przydzielony do 30 pułku piechoty w Warszawie. W 1933 roku został członkiem „Komisji Języków Północno-Kaukaskich” pod przewodnictwem senatora Stanisława Siedleckiego. W pracach komisji reprezentował stronę północnokaukaską. W marcu 1939 roku, w stopniu pułkownika, nadal pełnił służbę w 30 pp na stanowisku dublera dowódcy pułku. W czasie kampanii wrześniowej walczył na stanowisku II zastępcy dowódcy Mazowieckiej Brygady Kawalerii. W nocy z 23 na 24 września 1939 roku został ranny w walce o Suchowolę.
Po klęsce polskiej armii jesienią 1939 roku przedostał się do Wielkiej Brytanii. W 1943 roku wszedł w skład sztabu II Korpusu Polskiego, który walczył z Niemcami na froncie włoskim. Nawiązał kontakt z jednym z kolaboracyjnych batalionów Legionu Północnokaukaskiego, w wyniku czego na stronę Polaków przeszła pewna liczba Dagestańczyków. Po zakończeniu wojny zamieszkał w Londynie. Zmarł na początku lat 60. XX wieku .

## Ordery i odznaczenia
- Złoty Krzyż Zasługi – 25 maja 1939 „za zasługi w służbie wojskowej”[5]
- Order św. Stanisława 2 stopnia z mieczami – 18 grudnia 1916[12]
- Order św. Anny 3 stopnia z mieczami i kokardą – 3 grudnia 1916[12]
- Order św. Stanisława 3 stopnia z mieczami i kokardą – 25 sierpnia 1915[12]
- Order św. Włodzimierza 4 stopnia z mieczami i kokardą – 24 czerwca 1915[12]
- Order św. Anny 4 stopnia z napisem „Za odwagę” – 15 kwietnia 1915[12]